# جهاز مارك إيدن لتكبير الثدي

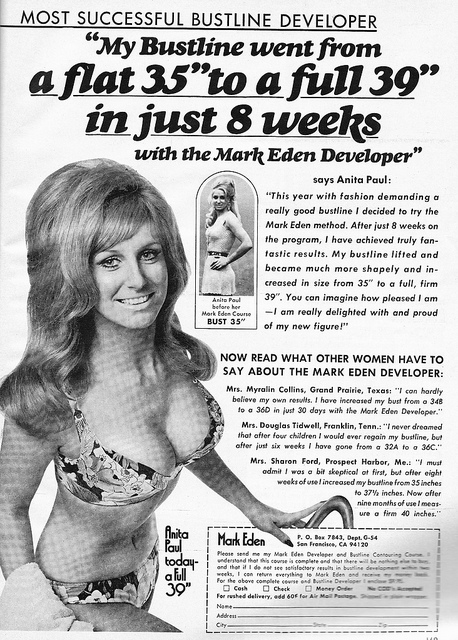
كانت إعلانات جهاز مارك إيدن لتكبير الثدي واسعة الانتشار في مجلات المرأة في الستينيات والسبعينيات

يُعد مُنتج "مارك إيدن" لتكبير الثدي هو جهاز ونظام تدريبي يُباع بواسطة شركة "مارك إيدن" بسان فرانسيسكو وكاليفورنيا التي وعدت بتكبير ثدي المرأة. روج لهذا المُنتج كلُ من "جاك وإيلين فيذر" رواد صالونات التجميل بكاليفورنيا. سُوق لهذا المُنتج على نطاق واسع في المجلات النسائية خلال فترة الستينيات والسبعينيات، فكما يدعي الآلاف، أن "مارك إيدن "قد حول الثدى المسطح إلى مشدود وذو قوام ممتلئ "ومع ذلك، سحب الصُناع مُنتجهم من الأسواق وذلك بعد أتهامهم بالاحتيال البريدي.

## المُنتج
يتألف المُنتج من نظام تدريبي باستخدام جهاز على شكل صدفة يتوسطه نابض حلزوني لتوفير المقاومة. لم يتم توضيح أو وصف الجهاز في الإعلانات التي غالبًا ما تتضمن صور لنساء يُظهرن أثدائهن.  كما أن المُنتج لم يُكن له أي تأثير على لإطلاق فهو يعمل على توسيع عضلات الصدر والظهر التي من شأنها أن تزيد من محيط  الظهر دون تكبير الثدي فعليًا  ومن ضمن اللاتي روجن لهذا المُنتج «جون ويلكينسون» عارضة مجلة«بلاي بوي» التي ظهرت على غلاف المجلة تعرض أحد أصدارات المُنتج.

## الأحتيال البريدي
وبدءًا من عام 1965،  حاولت هيئة بريد الولايات المتحدة مرارًا وتكرارًا إغلاق شركة «مارك إيدن» مُدعية  أن إعلاناتها زائفة ومضللة وتتمثل ادعاءات  هيئة البريد حول مُنتج «مارك إيدن»، في المقام الأول، الإعلانات التي  تُشكل احتيالا على البريد وذلك بعام1966، مُستندةٍ في ادعائها على ما ورد في الإعلان الأصلي لمُنتج «مارك إيدن» وهو ما تجاوز فكرة امتلاء الثدي  بكثير إضافة إلى كون الإعلانات تتضمن «ادعاءات كاذبة» نظرًا لوجود أدلة قوية تثبت أن البيانات الوارد ذكرها في النسخة المُرفقة من الإعلان خاطئة ويقتصر الغرض منها على  دعوة المرأة  لشراء المُنتج.
كانت نتيجة التقاضي طويل الأمد بين شركة «مارك إيدن» وهيئة البريد الوصول إلى قرار تراضى بين الطرفين وتعديل الصياغة اللغوية للإعلان  التي ادعت هيئة البريد فيما بعد أنها قد انتُهكت. رفعت شركة «مارك إيدن» دعوى قضائية ضد هيئة البريد وحصلت على أمر قضائي بمنع مدير مكتب هيئة البريد من مصادرة الجهاز والأموال الواردة من عمليات البيع وتم التأكيد على هذا القرار في جلسة الاستئناف وذلك بعام 1970.
يُعد مُنتج شركة «مارك إيدن» واحدًا من بين  العديد من منتجات الجسم والرياضة  التي تسوقها شركة «فيذر»، والتي سبق لها  بيع العديد من منتجات التنحيف وتحسين مظهرالجسم  مثل (بنطال النحافة) "Slim-Jeans" و (حزام التخسيس) "Astro-Trimmer" و (حزام السونة) "Sauna Belt"إضافة إلى  حمية كامبريدج في فترة الثمنينيات وأخيرًا، اتُهمت شركة «فيذر» عام 1981 بإحدى عشرة قضية احتيال بريدي.ولتسوية هذه القضية، اختفى مُنتج تكبير الثدي «لمارك إيدن» بالتزامن مع بقية منتجات شركة «فيذر» للعناية بمظهر الجسم مثل: the Astro Trimmer, the Astro-Jogger, the Sauna Belt Waistline Reducer, Slim-Skins, Vacu-Pants, Vacuum  Pants, Hot Pants, Trim Jeans, and Dream Wrap كما أجبرت شركة «فيذر» على دفع غرامة قدرها 1.1 مليون دولارًا أمريكيًا.

## التأثير
حكت كاتبة السيناريو «نورا إيفرون» عن تجربتها مع جهاز تكبير الثدي «لمارك إيدن» في مقالة بعنوان «بضع كلمات حول الثدي»  ونشرت المقالة بالأصل في إسكوريا عام 1972 ضمن سلسلة مقالاتها التي تحمل اسم "crazy salad". أدرج «ليني بروس» جهاز تكبير الثدي ضمن برنامجه الكوميدي وهي عبارة عن مجموعة من الحلقات المُسجلة بأثر رجعي تحمل عنوان Let the Buyer Beware«دع المُشترى يعلم» / «نبه الزبون». استشهد أحد الباحثين الذين يسعوا لتحسين مهارات التفكير بإعلانات «مارك إيدن» كنموذج للعبارات المضللة المُستخدمة في الإعلانات.